# UEFA Champions League finalen 2017
UEFA Champions League finalen 2017 var en fodboldkamp, der blev spillet 3. juni 2017. Kampen blev afviklet foran 65.842 tilskuere på Millennium Stadium i Cardiff, og skulle finde vinderen af UEFA Champions League 2016-17. Den var afslutningen på den 62. sæson i Europas største klubturnering for hold arrangeret af UEFA, og den 25. finale siden turneringen skiftede navn fra Europacuppen for Mesterhold til UEFA Champions League.
De deltagende hold var spanske Real Madrid og italienske Juventus, og var en gentagelse af finalen i 1998. Det var Real Madrids anden finale i træk, efter at de vandt i 2016, og Juventus' første siden nederlaget i 2015. Real Madrid vandt kampen med 1-4, efter en pausestilling på 1-1. Det var første gang at en klub har vundet finalen i Champions League to år i træk, og Juventus' syvende nederlag i ni finaler.
Da Cristiano Ronaldo efter 20 minutter scorede målet til 0-1, blev han den første spiller der har scoret mål i tre finaler, da det også skete for Manchester United i 2008 og Real Madrid i 2014. Han scorede også målet til 1-3, og blev efterfølgende kåret som kampens bedste spiller.
Kampen blev ledet af den tyske fodbolddommer Felix Brych.

## Spillested
UEFAs eksklusiv-komite besluttede på et møde den 29. juni 2015 i Prag, at Millennium Stadium i Cardiff skulle være vært for finalen. Det var første gang at en finale i en af de europæiske klubturneringer blev afviklet i Wales. Millennium blev åbnet i sommeren 1999.

## Kampen
Finalen blev spillet 3. juni 2017 på Millennium Stadium i Cardiff, Wales. "Hjemmeholdet" (af administrative årsager) blev fundet ved en ekstra lodtrækning, der blev afholdt efter lodtrækningen til semifinalerne.
| 3. juni 2017 20:45 CEST |

| Juventus      | 1–4     | Real Madrid                                     |
| ------------- | ------- | ----------------------------------------------- |
| Mandžukić 27' | Rapport | 20', 64' Ronaldo · 61' Casemiro · 90' Asensio · |

| Millennium Stadium, Cardiff Tilskuere: 65.842 Dommer: Felix Brych (Tyskland) |

| Juventus | Real Madrid |

| MÅ                   | 1  | Gianluigi Buffon (A) |
| FO                   | 15 | Andrea Barzagli      |
| FO                   | 19 | Leonardo Bonucci     |
| FO                   | 3  | Giorgio Chiellini    |
| MI                   | 23 | Dani Alves           |
| MI                   | 5  | Miralem Pjanić       |
| MI                   | 6  | Sami Khedira         |
| MI                   | 12 | Alex Sandro          |
| MI                   | 21 | Paulo Dybala         |
| AN                   | 9  | Gonzalo Higuaín      |
| AN                   | 17 | Mario Mandžukić      |
| Indskiftere:         |    |                      |
| MÅ                   | 25 | Neto                 |
| FO                   | 4  | Medhi Benatia        |
| FO                   | 26 | Stephan Lichtsteiner |
| MI                   | 7  | Juan Cuadrado        |
| MI                   | 8  | Claudio Marchisio    |
| MI                   | 18 | Mario Lemina         |
| MI                   | 22 | Kwadwo Asamoah       |
| Træner:              |    |                      |
| Massimiliano Allegri |    |                      |

| MÅ              | 1  | Keylor Navas      |
| FO              | 2  | Dani Carvajal     |
| FO              | 4  | Sergio Ramos (A)  |
| FO              | 5  | Raphaël Varane    |
| FO              | 12 | Marcelo           |
| MI              | 14 | Casemiro          |
| MI              | 8  | Toni Kroos        |
| MI              | 19 | Luka Modrić       |
| AN              | 22 | Isco              |
| AN              | 9  | Karim Benzema     |
| AN              | 7  | Cristiano Ronaldo |
| Indskiftere:    |    |                   |
| MÅ              | 13 | Kiko Casilla      |
| FO              | 6  | Nacho             |
| FO              | 23 | Danilo            |
| MI              | 16 | Mateo Kovačić     |
| MI              | 20 | Marco Asensio     |
| AN              | 11 | Gareth Bale       |
| AN              | 21 | Álvaro Morata     |
| Træner:         |    |                   |
| Zinedine Zidane |    |                   |

| Man of the Match: Cristiano Ronaldo (Real Madrid) Linjedommere: Mark Borsch (Tyskland) Stefan Lupp (Tyskland) Fjerdedommer: Milorad Mažić (Serbien) | Kampregler - 90 minutter. - 30 minutters forlænget spilletid ved uafgjort. - Straffesparkskonkurrence ved fortsat uafgjort. - Syv indskiftningsspillere på bænken, hvoraf de tre må benyttes. |